# Ministre du Développement rural (république démocratique du Congo)
 (décembre 2024).
Le ministère du Développement Rural de la république démocratique du Congo est le ministère responsable de la politique économique, socio-territorial et environnemental du pays.

## Mission et attributions
Les attributions du ministère des Finances sont fixées comme suit:
- L’élaboration et le suivi des projets de développement dans les milieux ruraux et Périurbains;
- L’organisation et l’encadrement des paysans dans des coopératives et associations en milieu rural;
- L’élaboration et la conduite des politiques et stratégies de développement rural ;
- L’organisation et l’encadrement de la population rurale pour l’accroissement de la production agricole ;
- L’aménagement et l’équipement de l’espace rural ;
- La coordination et l’intégration des programmes de développement en milieu rural ;
- La promotion du bien-être social des populations par la sensibilisation et l’animation ;
- La promotion et le soutien de la pêche en milieu rural;
- L’aménagement, la construction, la réhabilitation et l’entretien des infrastructures socio-économiques de base en milieu rural et périurbain dont : les routes et cours d’eau de desserte agricole, sources d’eau, adductions gravitaires et forage des puits ;
- L’électrification rurale en collaboration avec les Ministères des Travaux Publics, Infrastructures et Reconstruction ainsi que celui de l’Énergie.

## Organisation
- Cabinet ;
- Le Secrétariat Général du Ministère;
- Direction des Services Généraux ;
- Direction d’Etudes et de Planification ;
- Direction de Développement Communautaire ;
- Direction de l’Economie Rurale ;
- Direction de Génie Rural ;
- Direction de l’Animation et Vulgarisation Rurales ;
- Direction de l’Inspection